# Rafina
Rafina (in greco Ραφήνα?) è una località della Grecia nella periferia dell'Attica (unità periferica dell'Attica Orientale) con 10 701 abitanti secondo i dati del censimento 2001.
Come comune autonomo è stato soppresso a seguito della riforma amministrativa, detta Programma Callicrate, in vigore dal gennaio 2011 ed è ora compreso nel comune di Rafina-Pikermi.